# Paul Schmidt-Thomé
Paul Schmidt-Thomé (* 16. Juli 1911 in Köln; † 26. März 1997 in München) war ein deutscher Geologe. 
Schmidt-Thomé wurde 1936 an der Universität Bonn bei Max Richter promoviert (Geologie der Alpenrandzone zwischen der Wertach und Pfronten im Allgäu). Danach war er bis 1938 Assistent in Hamburg und bis 1941 Lagerstättengeologe in Spanien. 1941 bis 1943 leistete er Wehrdienst. Er war Assistent und ab 1943 Privatdozent in Berlin. 1946 bis 1953 war er am Bayerischen Geologischen Landesamt in München (wo er ab 1948 Regierungsrat war) und danach Professor an der TH München (ab 1954 als ordentlicher Professor).
Neben der Geologie der Alpen und Bayerns befasste er sich auch mit der  Helgolands und Spaniens.
1979 erhielt er die Hans-Stille-Medaille.

## Schriften
- Helgoland: seine Düneninsel, die umgebenden Klippen und Meeresgründe, Gebrüder Borntraeger, Sammlung Geologischer Führer, 1987
- Geologische Karte von Helgoland, mit Erläuterungen, Geologisches Jahrbuch A, Band 62, 1982
- Das Hölloch bei Riezlern im Kleinen Walsertal (Allgäu-Vorarlberg): Eine karstenkundliche Monographie, Wissenschaftliche Alpenvereinshefte, Band 18, 1961
- Tektonik, Band 2 von Roland Brinkmann (Herausgeber) Lehrbuch der Allgemeinen Geologie, Enke Verlag 1972
- Herausgeber mit Reinhard Schönenberg, Max Richter: Festschrift Max Richter zum 65. Geburtstag, Clausthal-Zellerfeld, Pieper 1965
- mit Franz Lotze, Walter Carlé Zur Geologie der iberischen Meseta, Teil 1, in Hans Stille, Franz Lotze (Herausgeber): Geotektonische Forschungen, Heft 6, Gebrüder Borntraeger 1945